# 哥特堡金屬
哥德堡金屬（英語：Gothenburg metal，又稱哥登堡金屬、哥登堡之聲）即指在瑞典哥德堡地區流行的重金屬音樂，其特色與旋律死亡金屬無異，有關哥德堡金屬的樂隊，可參考烈焰邪神（In Flames）、At the Gates和寂靜黑暗（Dark Tranquillity）。

## 樂隊列表
- 烈焰邪神
- At the Gates
- 寂靜黑暗
- 妖域魔神（英语：Dissection (band)）
- 撒旦之作

## 外部連結
- gothenburg metal tag（页面存档备份，存于）